# Sárgászöld moszatok
A sárgászöld moszatok (Xanthophyceae) a sárgásmoszatok törzsének egy osztálya. Korábban a növények, majd később a protiszták országának törzseként tartották számon Xanthophyta néven.

## Leírás
A sárgászöld moszatok egysejtűek vagy többsejtű sejtfonalas szerveződésűek. Sohasem alakul ki náluk lemez vagy valódi teleptest. Az egysejtű ágon viszont az egyik legmagasabb szerveződést érték el az élővilágban. Egyesek sejtjei hatalmas, sok sejtmagvú testek, olykor rögzítőfonalakként szolgáló plazmanyúlványokkal, mint például az osztály típusfaja a tűfejmoszat (Botrydium granulatum). Az egysejtű ostoros alakok heterokontok, azaz két egyenlőtlen hosszúságú ostoruk van. Egyes fajai szemfolttal rendelkeznek, a kloroplasztisz-endoplazmatikusretikulum külső membránja a magéval közvetlen membránkapcsolattal rendelkezik.
Sejtfaluk általában kétrétegű, anyaga cellulóz vagy pektin. Egyes fajoknak a sejtfalába még mész vagy kova (szilícium-dioxid) is rakódik. Fő színanyagaik az a- és b-klorofill, xantofill (azon belül is heteroxantin) és béta-karotin. Asszimilációs termékük és tartalék tápanyaguk az olaj és leukozin. Fontos megjegyezni, hogy metaalgák, azaz másodlagosan autotróf szervezetek, mint a sárga- és barnamoszatok.
Ivarosan és ivartalanul is szaporodnak, ivaros szaporodásuk izogámia, ivartalanul nagyméretű zoospórákkal szaporodnak.

## Rendszerezés
A sárgászöld moszatok osztályába a legújabb rendszerezések szerint két rend, a Tribonematales és a Vaucheriales tartozik, korábban azonban négy rendbe, az előző kettő mellett a Botrydiales és a Mischococcales rendekbe sorolták őket. Ez a rendszerezés azért vált elavulttá, mert modern DNS alapú vizsgálatok eredményei arra utalnak, hogy a korábbi Mischococcales parafiletikus, a Tribonematales és a Botrydiales polifiletikus volt.